# Postup

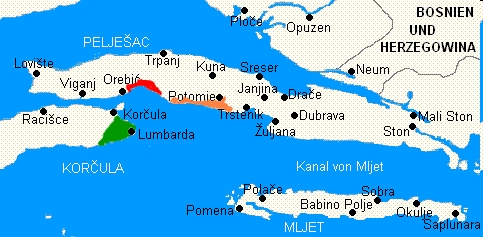
Herkunftsregionen des Dingač (orange), des Postup (rot) und des Grk (grün)

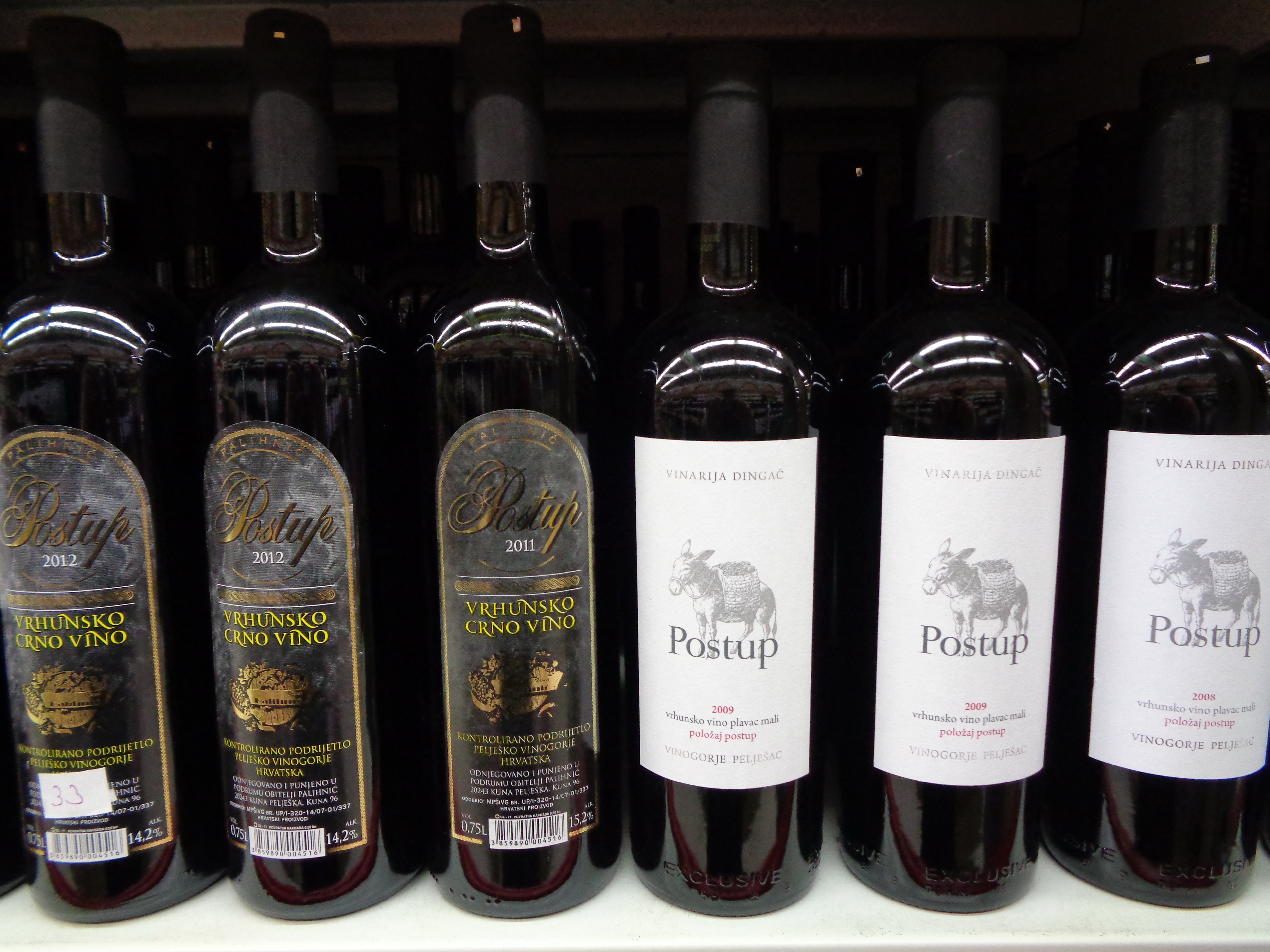
Verschiedene Spitzenqualitäts-Flaschen Postup von 2008, 2009, 2011 und 2012

Der Postup ist ein kroatischer Qualitätswein. Er wurde bereits 1967 mit dem Qualitätsprädikat (Vrhunsko vino = Spitzenwein) und der geschützten Herkunftsbezeichnung ausgezeichnet und zählt mit dem Dingač und Weinen aus Hvar zu den bemerkenswertesten Rotweinen Kroatiens und zu den besten Weinen, die aus der Mali Plavac gekeltert werden.

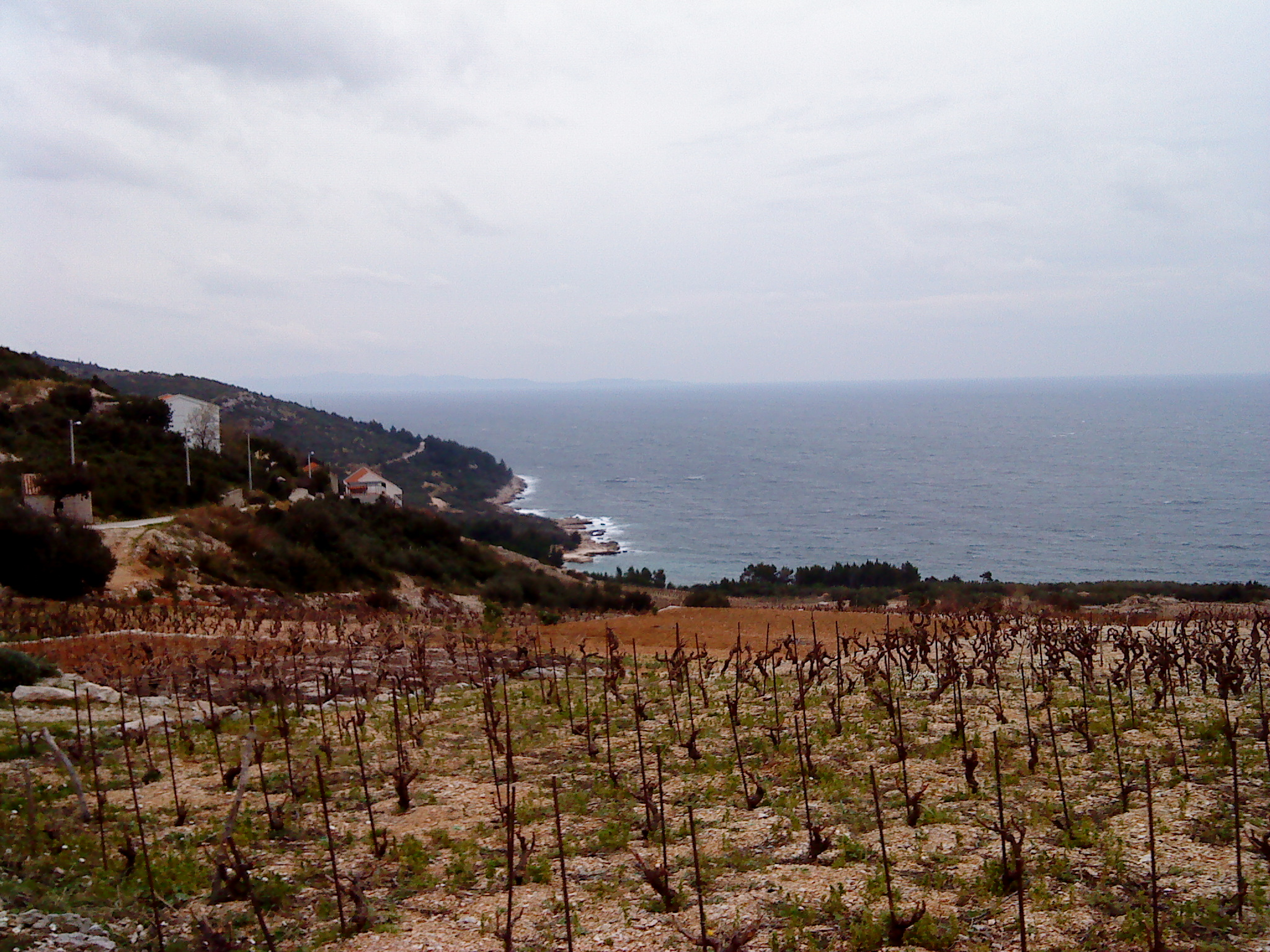
Rieden in Postup

Seinen Namen erhielt er nach dem Weiler Postup, der etwas östlich von Orebić liegt.
Seine Herkunftsregion liegt auf der süddalmatinischen Halbinsel Pelješac und grenzt unmittelbar westlich an die des Dingač. Auch er wird sortenrein aus spät gelesenen, zum Teil bereits angetrockneten Trauben der in Süddalmatien verbreiteten Rotweinrebe Mali Plavac gekeltert.
Ein Postup ist ein wuchtiger, extrakt- und tanninreicher Wein von tiefdunkler, fast violetter Farbe. Die Tannine junger Weine sind wie die anderer Weine aus der Mali Plavac recht aggressiv, runden aber bei ausreichender und fachgerechter Lagerung wesentlich ab. Ein gelungener Postup ist meist etwas eleganter, weniger rau und rustikal als ein Dingač. Die Weine sind mit 14 bis über 15 Volumenprozent Alkohol sehr alkoholstark. Sie weisen das sortentypische Bouquet von Schwarzkirschen und Waldbeeren auf. Im überregionalen Handel werden vor allem Produkte der Genossenschaftskellerei Potomje angeboten, die auch einen ansehnlichen Dingač vertreibt, doch gelangen in letzter Zeit auch bemerkenswerte Erzeugnisse kleinerer Betriebe der Region in den Fachhandel.
Postups sind exzellent lagerfähig. Ihre Trinkreife erreichen sie nach frühestens fünf Jahren.